# Vesna Đurisić
Vesna Đurisić, wcześniej Čitaković (ur. 3 lutego 1979 w m. Titovo Užice) – serbska siatkarka, reprezentantka kraju grająca na pozycji środkowej. Od marca 2016 roku występuje we włoskiej Serie A, w drużynie Foppapedretti Bergamo.
Wraz z reprezentacją zdobyła brązowy medal w 2006 roku na Mistrzostwach Świata, rozgrywanych w Japonii, a także srebrny medal w 2007 roku na Mistrzostwach Europy rozgrywanych w Belgii i Luksemburgu.
Po Igrzyskach Olimpijskich w Pekinie Serbka postanowiła zakończyć karierę reprezentacyjną.
W 2011 r. postanowiła wrócić do reprezentacji Serbii, została zgłoszona do Grand Prix. Jednak z powodu konfliktu z trenerem zrezygnowała z udziału.
Jest kuzynką serbskiego piłkarza Nemanji Vidicia.

## Sukcesy klubowe
Puchar Serbii i Czarnogóry:
- 1996, 1997, 1998, 1999, 2000

Mistrzostwo Serbii i Czarnogóry:
- 1996, 1997, 1998, 1999, 2000, 2001

Superpuchar Włoch:
- 2002

Mistrzostwo Turcji:
- 2007, 2008
- 2009

Puchar Turcji:
- 2009

Mistrzostwo Włoch:
- 2010

Puchar Włoch:
- 2010, 2016

Superpuchar Polski:
- 2011

Mistrzostwo Polski:
- 2012

## Sukcesy reprezentacyjne
Mistrzostwa Świata:
- 2006

Mistrzostwa Europy:
- 2007